# Pfaffengrund
Der Pfaffengrund (ⓘ) ist ein Stadtteil im Westen von Heidelberg, der aus dem Wohngebiet im Süden und dem Industriegebiet im Norden besteht. Typisch für den Pfaffengrund ist, neben dem überwiegend genossenschaftlichen Wohnungsbau, auch der hohe Grünflächenanteil, den kein anderer Stadtteil Heidelbergs überbieten kann.
Um 1920 entstanden in der Pfaffengrundstraße die ersten Wohnhäuser, und von dort aus wuchs der Pfaffengrund bis an die heutige A 5, die auch die Grenze zu Eppelheim darstellt.

## Geschichte

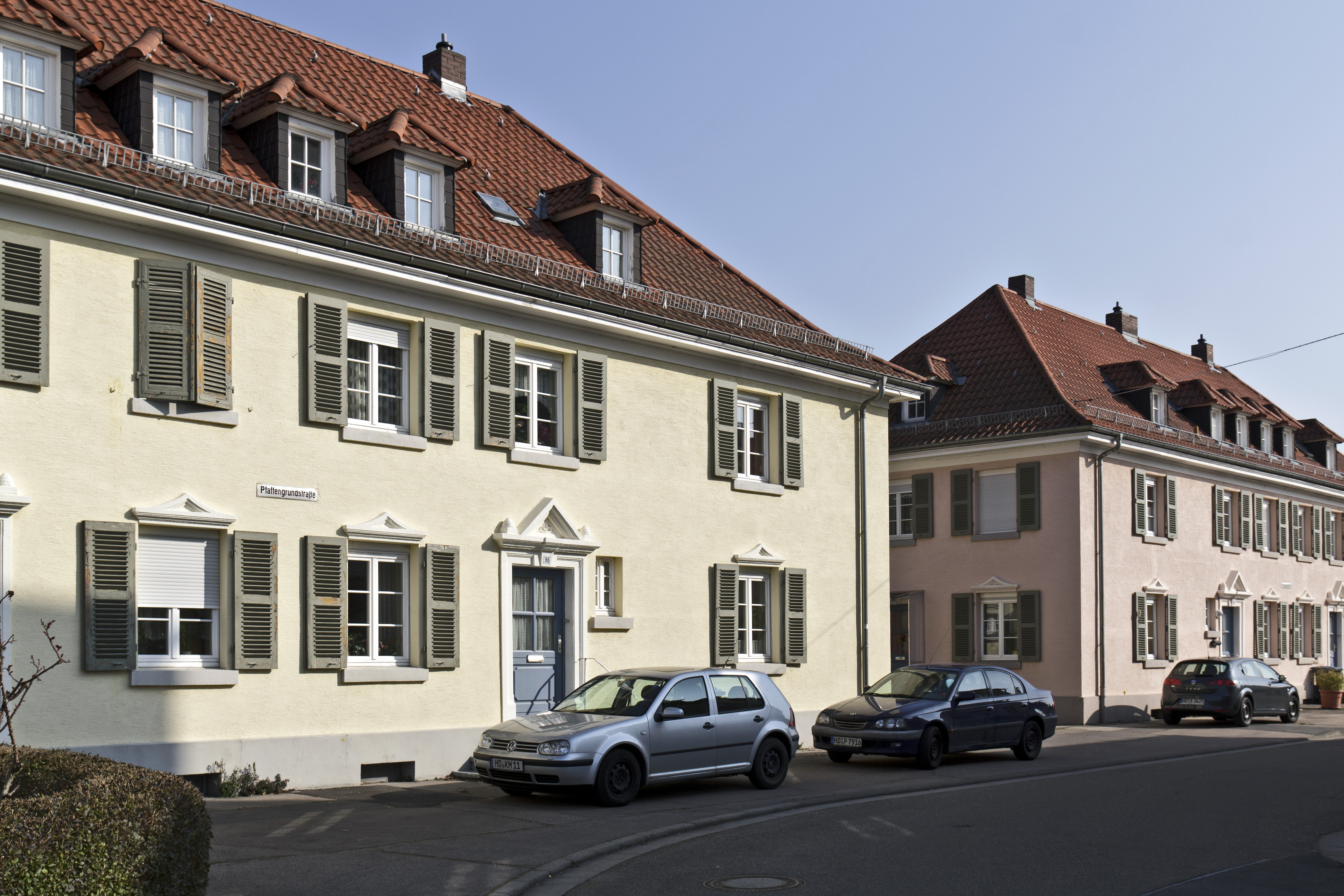
Typische Häuserzeile im Pfaffengrund

Siehe auch: Geschichte Heidelbergs

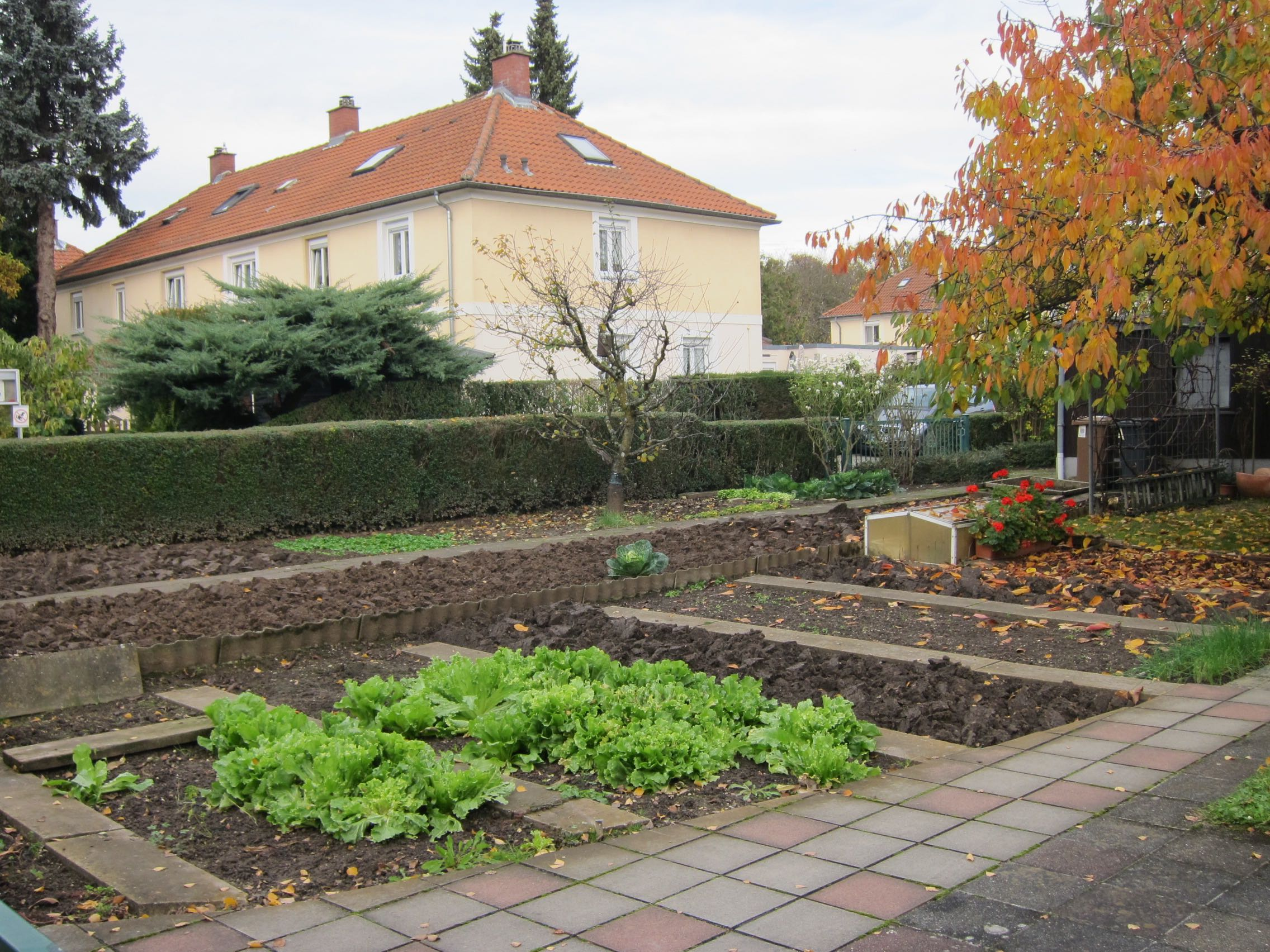
Siedlungshäuser mit Gärten

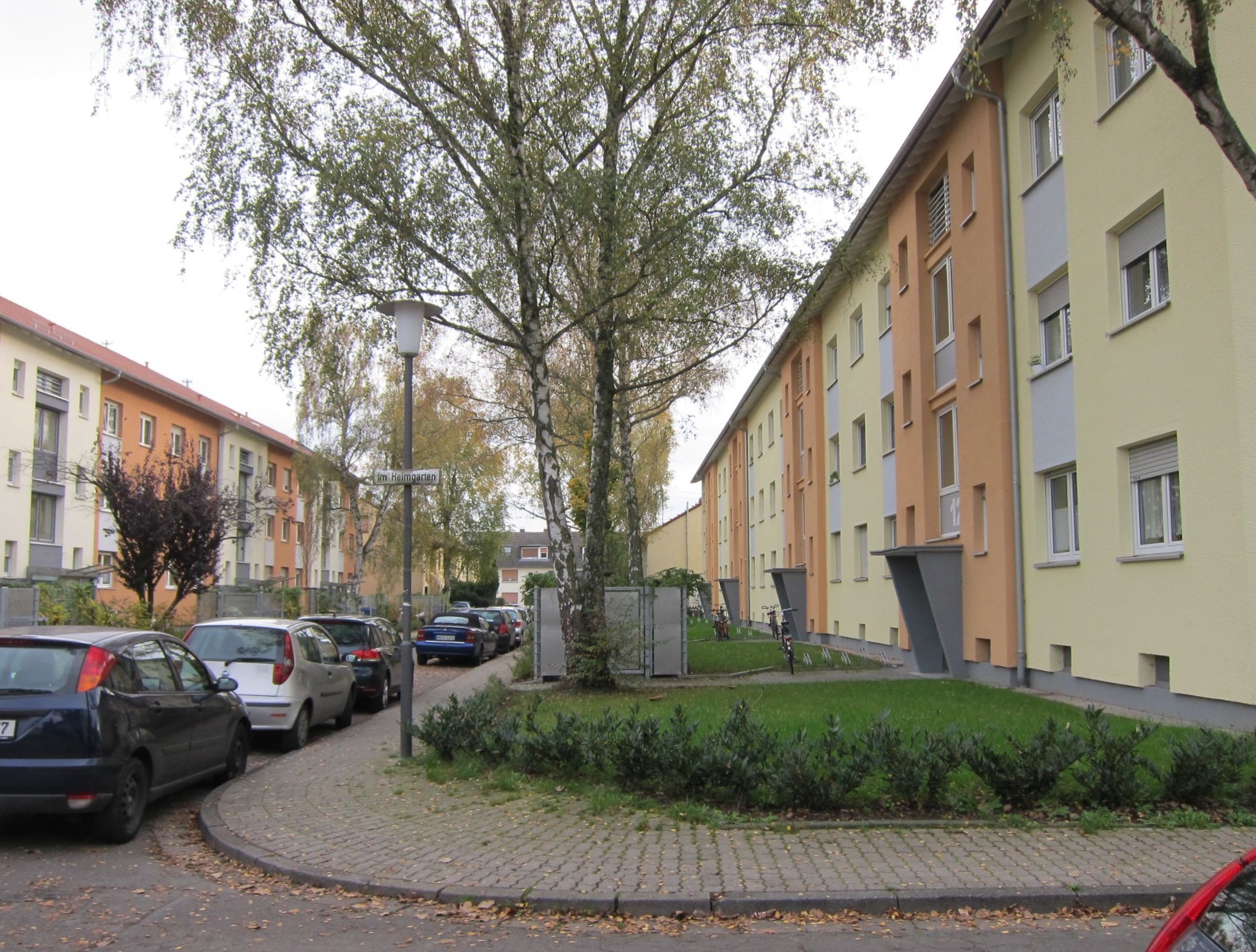
Mehrfamilienhäuser 1950er Jahre

Der Pfaffengrund entstand in den 1920er Jahren als genossenschaftliches Wohnviertel für die Arbeiterschaft im Stile einer Gartenstadt.
Vor 1920 war das Gelände des heutigen Stadtteils Pfaffengrund reines Ackerland. Vor- und frühgeschichtliche Funde hat man auf dem Gebiet des Pfaffengrundes bisher nicht machen können. Kiesvorkommen deuten darauf hin, dass der Neckar zu Urzeiten zeitweise durch das Areal geflossen sein muss.
Der Name des Pfaffengrunds leitet sich von dem seit dem Mittelalter bekannten Flurnamen ab, dessen Ursprung aber ungeklärt ist. Kirchenbesitz spielte eine eher unterdurchschnittliche Rolle. Der heutige Stadtteil Pfaffengrund umfasst allerdings nicht nur das Gewann Pfaffengrund, sondern auch noch eine Reihe weiterer Gewanne, deren ebenfalls bis ins Mittelalter zurückreichende Namen zu großen Teilen in Straßenbezeichnungen übernommen wurden, z. B. Im Schnepfengrund, Im Roßgraben, Im Buschgewann, Im Winkel, Im Heimgarten, Im Entenlach, Obere und Untere Rödt (=Rodung).
Der Heidelberger Bürgerausschuss beschloss am 14. April 1919, das Siedlungsgelände im Gewann Pfaffengrund, das die Stadt zu diesem Zweck gekauft hatte, der Baugenossenschaft (heute „BG Neu-Heidelberg“) zur Bebauung zu überlassen. Ein gutes Jahr später (ab Juni 1920) wurden die ersten Wohnungen bezogen, noch vor der offiziellen Einweihung der Siedlung Pfaffengrund am 12. September 1920.
Neben Wohngebäuden wurden auch Einrichtungen und Gebäude für Gemeinschaftszwecke errichtet. Das (alte) Gesellschaftshaus im Storchenweg wurde am 15. September 1922 fertiggestellt, im selben Jahr wurde die Freiwillige Feuerwehr Heidelberg Abteilung Pfaffengrund gegründet. Diese erhielt zwei Jahre später ihr erstes eigenes Feuerwehrhaus. Am 22. April 1926 fand die Einweihung des Schulhauses (heutige Stauffenberg-Schule) statt.
Im Zweiten Weltkrieg wurde am 20. September 1940 eine Fliegerbombe über dem Pfaffengrund abgeworfen.
Im Jahr 1949 wurde das Kultur-Kartell Heidelberg-Pfaffengrund ebenso gegründet (31. März 1949) wie das erste große Pfaffengrunder „Siedlerfest“ gefeiert (3. März–5. September 1949).
Weitere neue Gebäude kamen ab den 1960er Jahren dazu. So wurde 1964 die Albert-Schweitzer-Schule eingeweiht und 1971 das katholische Gemeindehaus in der Marktstraße fertiggestellt. Am 10. Oktober 1987 zog die Freiwillige Feuerwehr Pfaffengrund in das neue Feuerwehrhaus am Schulplatz. Der Anton-Klausmann-Platz 1928 wurde 1989 eingeweiht.
In den 1990er Jahren erfolgten weitere Neubauten. Das neue Gesellschaftshaus sowie das Jugendhaus „Röhre“ im Schwalbenweg wurden am 15. Juni 1996 eingeweiht, die Wohnanlage „Christian Stock“ mit Seniorenzentrum Pfaffengrund am 5. Juni 1998. Im selben Jahr am 18. September 1998 wurde der Pfaffengrunder Friedhof eröffnet.
Am 28. November 2015 erfolgte der Umzug der Freiwilligen Feuerwehr Pfaffengrund in das neue Feuerwehrhaus mit Übungsturm an der Eppelheimer Straße.

## Entwicklungsstufen
Zur Einweihung des Stadtteils 1920 stehen 103 Einfamilienhäuser zwischen Oberer und Unterer Rödt, Starenweg und Pfaffengrundstraße. In einem zweiten Bauabschnitt 1921 entstehen 71 Häuser um den Marktplatz mit einem ersten Laden und der Polizeistation. Fünf Jahre später leben 1.700 Einwohner im Stadtteil Pfaffengrund.
Im Jahr 1928 erfolgt die erste Ausdehnung: Die Bebauung wird nun begrenzt durch Schützenstraße, Eppelheimer Straße, Schwanenweg und Bahnlinie (heutiger „Rentner-“ bzw. Menger-Weg), die östliche Grenze der Bebauung.
Nach 1928 wird nördlich der Eppelheimer Straße das Industriegebiet der Stadt Heidelberg mit Gleisanschlüssen der Reichsbahn eingerichtet. Erstes Industrieunternehmen ist die Zigarrenfabrik M. & F. Liebhold A-G. Heidelberg mit zahlreichen kleinen Filialfabriken in nordbadischen Dörfern. Die Fabrik war mit großzügigen Grünanlagen an der Eppelheimer Straße gegenüber dem Marktplatz ausgestattet. Das  jüdischen Eigentümern gehörende Unternehmen wurde nach 1933 von der Rinn & Cloos AG in Heuchelheim bei Gießen als Havilla Zigarrenfabriken GmbH Heidelberg übernommen und nach Entschädigungszahlungen bis 1960 weitergeführt. Im Werksgelände ist jetzt u. a. eine Filiale der Handelskette Kaufland untergebracht.
Die Siedlung wird 1932 um 100 Häuser im Lerchenweg, Im Schaffner, im Krähenweg und im Kranichweg von der Eppelheimer Straße bis zum Schwalbenweg und Schwalbenweg und Schützenstraße vom Kranichweg erweitert. Sie reicht nun bis zur Autobahn.  Weitere 50 Häuser entstehen 1934 in der Schützenstraße, dem Schwalbenweg und dem Kranichweg ab der Oberen Rödt.
Nach dem Zweiten Weltkrieg werden ab 1950 weitere Häuser gebaut, zuerst in der Schützenstraße, dann bis zum Steinhofweg.
Das Maximum waren 11.000 Einwohner, davon 1.200 Kinder. Heute leben ca. 8.000 Einwohner im Pfaffengrund.

## Kultur und öffentliches Leben
Identifikationssymbol des Pfaffengrundes war über viele Jahrzehnte der „Gaskessel“ genannte große Gasspeicher auf dem Gelände der Stadtwerke Heidelberg, der in den 80er Jahren demontiert wurde.
Seither nimmt ein kurpfälzisches Schildwachhäuschen, das ursprünglich zu Heidelbergs Stadttor „Mannheimer Tor“ gehört haben soll und das vor der Entstehung des Stadtteils im Gewann Pfaffengrund als Unterstand für den Feldhüter aufgestellt war, diesen Platz ein. Es wurde renoviert und 1989 am neu gestalteten Anton-Klausmann-Platz aufgestellt.

### Schulen
- Albert-Schweitzer-Schule
- Stauffenbergschule
- Graf-von-Galen-Schule

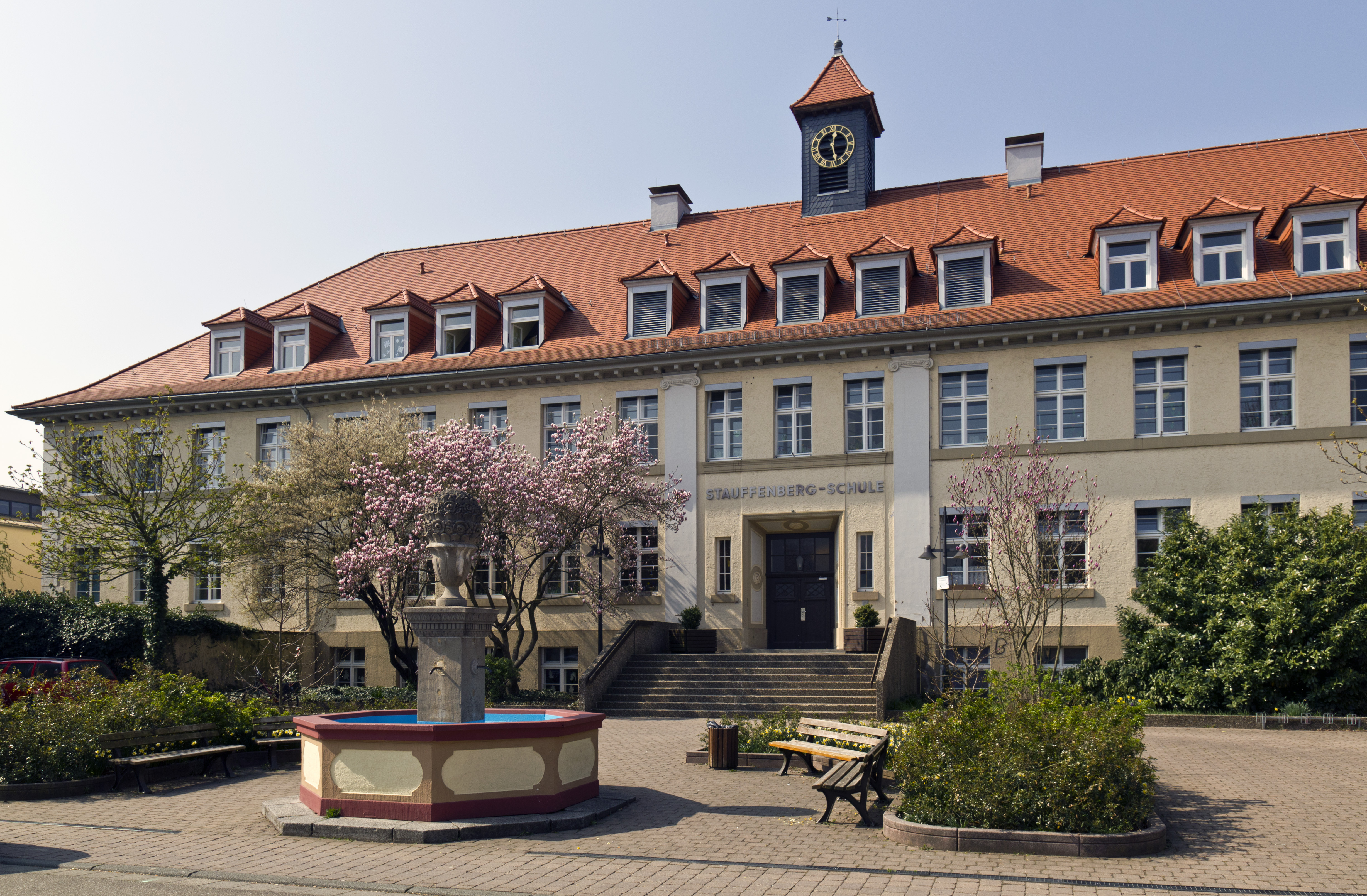
Stauffenberg-Schule

- seit 2010: Grundschule der Ev. Elisabeth-von-Thadden-Schule (Wieblingen)

### Kirchen
- Katholische Kirchengemeinde St. Marien (Seelsorgeeinheit zusammen mit St. Joseph/Eppelheim und St. Bartholomäus/HD-Wieblingen)
- Evangelische Emmaus-Gemeinde
- Neuapostolische Gemeinde Heidelberg-Pfaffengrund

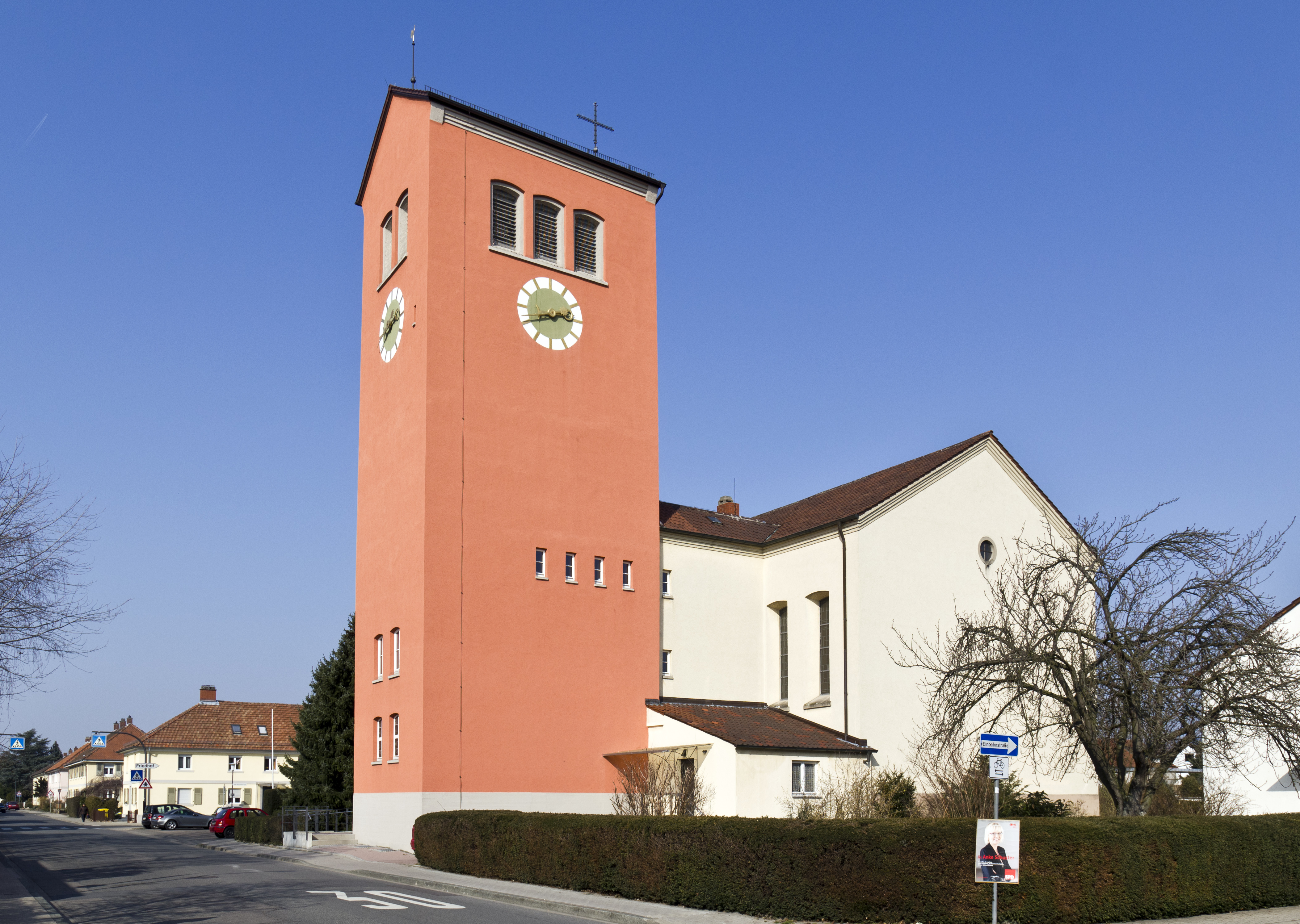
Katholische St.-Marien-Kirche
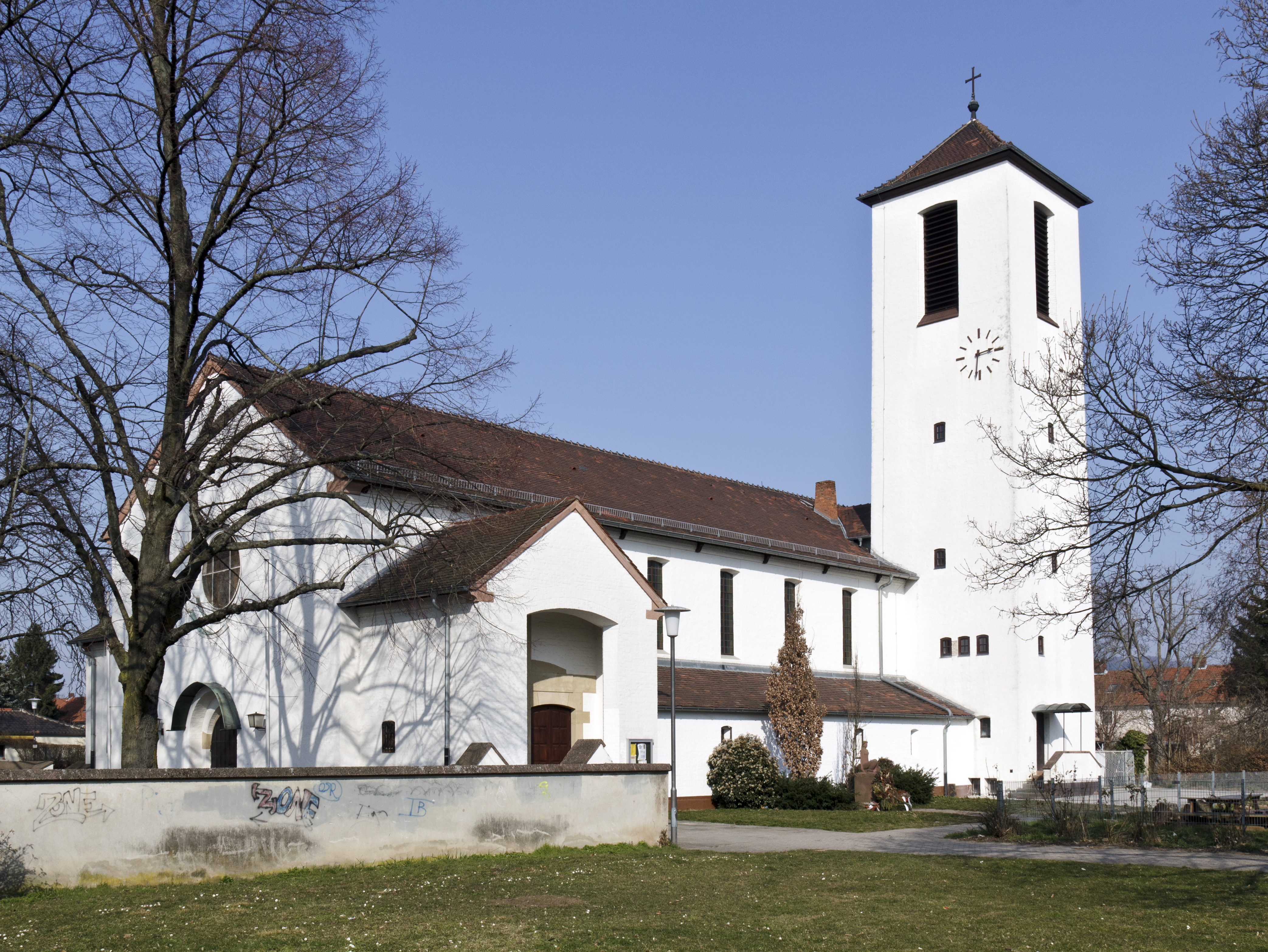
Evangelische Emmaus-Kirche

### Sonstige Bauwerke
- Pfaffengrundturm

### Regelmäßige Feste
- Pfaffengrunder Siedlerfest – 2. Wochenende im September auf dem Platz bei der Graf-von-Galen-Schule im Schwalbenweg
- Pfaffengrunder Straßenfest – jeweils Ende Juni in der Richard-Drach-Straße und auf dem Schulplatz (bis 2006)
- Pfaffengrunder Brunnenfest – jeweils Ende Juni im vorderen Teil der Richard-Drach-Straße und auf dem Schulplatz (seit 2007)
- Sommertagszug – immer am Sonntag nach Ostern
- Martinsumzug – Anfang November
- Eröffnung der Karnevals-Saison am Sonntag um den 11.11. auf dem Anton-Klausmann-Platz

## Verkehr

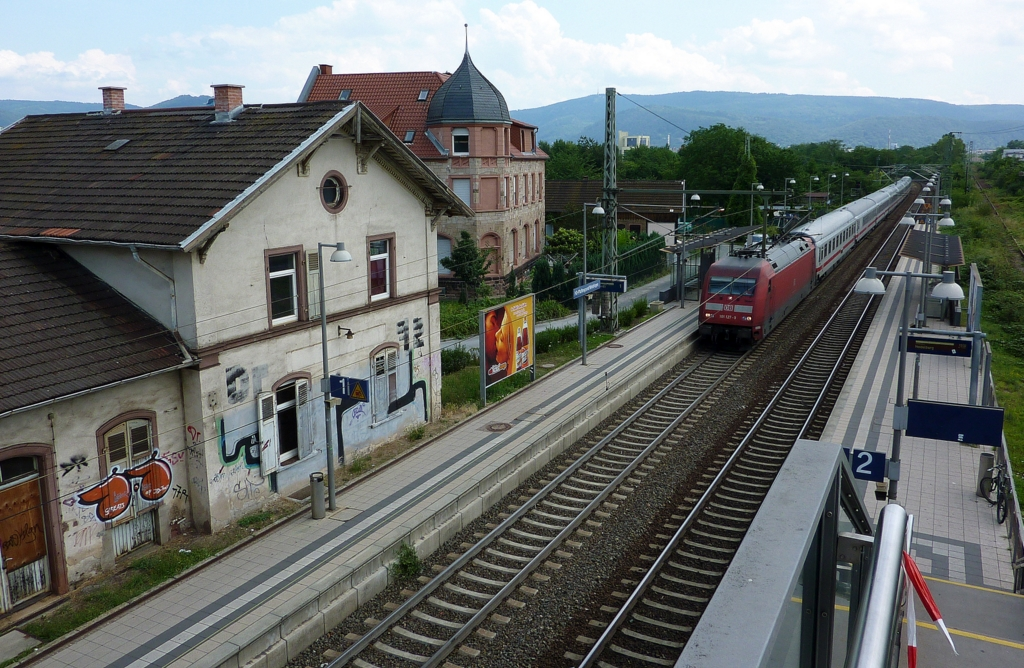
S-Bahnhof Pfaffengrund-Wieblingen

Der Pfaffengrund bietet gute überregionale Verbindungen über die naheliegende A 5 und A 656 und ins Zentrum der Stadt über die Eppelheimer Straße und die Speyerer Straße.
Seitens des ÖPNV muss hauptsächlich die Straßenbahn-Linie 22 erwähnt werden, die vom Bismarckplatz im Heidelberger Zentrum nach Eppelheim führt und mehrere Haltestellen im Pfaffengrund hat. Darüber hinaus wird der Pfaffengrund von der Buslinie 34 erschlossen. Seit (im Jahre 2003) die S-Bahn-Rhein-Neckar ihren Betrieb aufgenommen hat, verfügt der Pfaffengrund auch über eine S-Bahn-Haltestelle, zusammen mit Wieblingen.

## Persönlichkeiten
- Josef Amann (1879–1971), Bürgermeister, Stadtrat, ab 1963 Ehrenbürger der Stadt Heidelberg, lebte im Pfaffengrund
- Moritz Eggert (* 1965), Komponist, lebte von 1965 bis 1975 im Pfaffengrund
- Karl-Horst Möhl (1949–2009),  Redakteur, Karikaturist und Autor

## Politik
Der Pfaffengrunder Bezirksbeirat setzt sich wie folgt zusammen:
| Partei/Liste       | 2019 |
| ------------------ | ---- |
| SPD                | 4    |
| Grüne              | 3    |
| CDU                | 2    |
| Die PARTEI         | 1    |
| Die Linke          | 1    |
| „Die Heidelberger“ | 1    |
| FDP                | 1    |
| AfD                | 1    |